# Chambord (Loir-et-Cher)

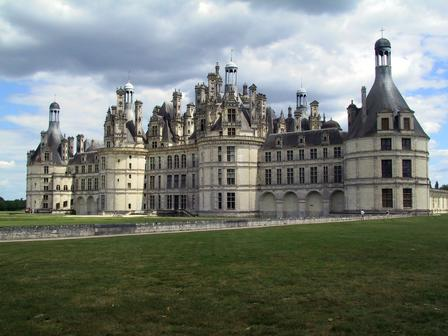
Kasteel van Chambord

Chambord is een gemeente in het Franse departement Loir-et-Cher en de regio Centre-Val de Loire, en telt 185 inwoners (1999). De plaats maakt deel uit van het arrondissement Blois.
De plaats is bekend om het kasteel van Chambord. Het kasteel is het grootste kasteel aan de Loire. Het ligt ongeveer vijftien kilometer ten oosten van Blois, bij de rivier de Cosson in de Sologne, aan de rand van het Forêt de Boulogne in het bosrijke natuurgebied Réserve Nationale de Chasse de Chambord. Het kasteel telt 440 kamers, 365 torens en 1036 ramen. Het domein is 5500 hectare groot en is volledig omringd door een 32 kilometer lange muur.

## Geografie
De oppervlakte van Chambord bedraagt 50,0 km², de bevolkingsdichtheid is 3,7 inwoners per km².
De onderstaande kaart toont de ligging van Chambord (Loir-et-Cher) met de belangrijkste infrastructuur en aangrenzende gemeenten.

## Demografie
Onderstaande figuur toont het verloop van het inwonertal (bron: INSEE-tellingen).